# Hedyosmum nutans
Hedyosmum nutans är en tvåhjärtbladig växtart som beskrevs av Olof Swartz. Hedyosmum nutans ingår i släktet Hedyosmum och familjen Chloranthaceae. Inga underarter finns listade i Catalogue of Life.